# Interlands Iers voetbalelftal 1970-1979
Deze pagina toont een chronologisch en gedetailleerd overzicht van de interlands die het Iers voetbalelftal heeft gespeeld in de periode 1970 – 1979.

## Interlands

### 1970
|                                                                    |                                          |       |                |                                                                                              |
| 6 mei Vriendschappelijk № 127 «onderlinge duels» 17:00 uur (UTC+1) | Polen                                    | 2 – 1 | Ierland        | Stadion im. 22 lipca, Poznań Toeschouwers: 23.232 Scheidsrechter: Vladimir Tolchinskiy (URS) |
| 6 mei Vriendschappelijk № 127 «onderlinge duels» 17:00 uur (UTC+1) | Marian Kozerski 9' Zygfryd Szołtysik 25' |       | 84' Don Givens | Stadion im. 22 lipca, Poznań Toeschouwers: 23.232 Scheidsrechter: Vladimir Tolchinskiy (URS) |

|                                                                    |                                |       |                    |                                                                                       |
| 9 mei Vriendschappelijk № 129 «onderlinge duels» 15:00 uur (UTC+1) | West-Duitsland                 | 2 – 1 | Ierland            | Olympiastadion, West-Berlijn Toeschouwers: 57.128 Scheidsrechter: Einar Boström (SWE) |
| 9 mei Vriendschappelijk № 129 «onderlinge duels» 15:00 uur (UTC+1) | Uwe Seeler 17' Hannes Löhr 82' |       | 86' Paddy Mulligan | Olympiastadion, West-Berlijn Toeschouwers: 57.128 Scheidsrechter: Einar Boström (SWE) |

|                                                                           |         |                                                |       |                                                                               |
| 23 september Vriendschappelijk № 130 «onderlinge duels» 20:00 uur (UTC+1) | Ierland | 0 – 2                                          | Polen | Dalymount Park, Dublin Toeschouwers: 17.000 Scheidsrechter: Danny Lyden (ENG) |
| 23 september Vriendschappelijk № 130 «onderlinge duels» 20:00 uur (UTC+1) |         | 26' Władysław Stachurski 36' Zygfryd Szołtysik |       | Dalymount Park, Dublin Toeschouwers: 17.000 Scheidsrechter: Danny Lyden (ENG) |

|                                                                            |                   |       |                    |                                                                                 |
| 14 oktober EK 1972 kwalificatie № 131 «onderlinge duels» 20:00 uur (UTC+1) | Ierland           | 1 – 1 | Zweden             | Dalymount Park, Dublin Toeschouwers: 28.194 Scheidsrechter: Robert Héliès (FRA) |
| 14 oktober EK 1972 kwalificatie № 131 «onderlinge duels» 20:00 uur (UTC+1) | Tommy Carroll 43' |       | 61' Dan Brzokoupil | Dalymount Park, Dublin Toeschouwers: 28.194 Scheidsrechter: Robert Héliès (FRA) |

|                                                                            |                  |       |         |                                                                                |
| 28 oktober EK 1972 kwalificatie № 132 «onderlinge duels» 19:00 uur (UTC+1) | Zweden           | 1 – 0 | Ierland | Råsundastadion, Solna Toeschouwers: 11.922 Scheidsrechter: Pavel Kazakov (URS) |
| 28 oktober EK 1972 kwalificatie № 132 «onderlinge duels» 19:00 uur (UTC+1) | Tom Turesson 74' |       |         | Råsundastadion, Solna Toeschouwers: 11.922 Scheidsrechter: Pavel Kazakov (URS) |

|                                                                            |                                                                        |       |         |                                                                                    |
| 8 december EK 1972 kwalificatie № 133 «onderlinge duels» 14:30 uur (UTC+1) | Italië                                                                 | 3 – 0 | Ierland | Stadio Comunale, Florence Toeschouwers: 41.092 Scheidsrechter: Robert Schaut (BEL) |
| 8 december EK 1972 kwalificatie № 133 «onderlinge duels» 14:30 uur (UTC+1) | Giancarlo De Sisti 22' (pen.) Roberto Boninsegna 42' Pierino Prati 84' |       |         | Stadio Comunale, Florence Toeschouwers: 41.092 Scheidsrechter: Robert Schaut (BEL) |

### 1971
|                                                                        |                  |       |                                          |                                                                                       |
| 10 mei EK 1972 kwalificatie № 134 «onderlinge duels» 19:00 uur (UTC+1) | Ierland          | 1 – 2 | Italië                                   | Lansdowne Road, Dublin Toeschouwers: 22.613 Scheidsrechter: Gerhard Schulenburg (FRG) |
| 10 mei EK 1972 kwalificatie № 134 «onderlinge duels» 19:00 uur (UTC+1) | Jimmy Conway 23' |       | 15' Roberto Boninsegna 59' Pierino Prati | Lansdowne Road, Dublin Toeschouwers: 22.613 Scheidsrechter: Gerhard Schulenburg (FRG) |

|                                                                        |                          |       |                                                                                     |                                                                               |
| 30 mei EK 1972 kwalificatie № 135 «onderlinge duels» 15:30 uur (UTC+1) | Ierland                  | 1 – 4 | Oostenrijk                                                                          | Dalymount Park, Dublin Toeschouwers: 14.674 Scheidsrechter: Henry Øberg (NOR) |
| 30 mei EK 1972 kwalificatie № 135 «onderlinge duels» 15:30 uur (UTC+1) | Eamonn Rogers 50' (pen.) |       | 4' (pen.) Hans Schmidradner 11' Karl Kodat 30' (e.d.) Jimmy Dunne 72' August Starek | Dalymount Park, Dublin Toeschouwers: 14.674 Scheidsrechter: Henry Øberg (NOR) |

|                                                                            | |       |         |                                                                            |
| 10 oktober EK 1972 kwalificatie № 136 «onderlinge duels» 14:45 uur (UTC+1) | Oostenrijk                                                                                                | 6 – 0 | Ierland | Linzerstadion, Linz Toeschouwers: 15.050 Scheidsrechter: Karl Göppel (SUI) |
| 10 oktober EK 1972 kwalificatie № 136 «onderlinge duels» 14:45 uur (UTC+1) | Kurt Jara 12' Hans Pirkner 41' (pen.) Thomas Parits 45' Thomas Parits 52' Kurt Jara 85' Thomas Parits 90' |       |         | Linzerstadion, Linz Toeschouwers: 15.050 Scheidsrechter: Karl Göppel (SUI) |

### 1972
| Braziliaanse Onafhankelijkheidsbeker |
| ------------------------------------ |

|                                                                                              |               |       |                               |                                                                                       |
| 11 juni Taça Independência Groep B (eerste ronde) № 137 «onderlinge duels» 15:00 uur (UTC−3) | Iran          | 1 – 2 | Ierland                       | Estádio do Arruda, Recife Toeschouwers: 10.542 Scheidsrechter: Aurelio Angonese (ITA) |
| 11 juni Taça Independência Groep B (eerste ronde) № 137 «onderlinge duels» 15:00 uur (UTC−3) | Hessenali 10' |       | 63' Mick Leech 67' Don Givens | Estádio do Arruda, Recife Toeschouwers: 10.542 Scheidsrechter: Aurelio Angonese (ITA) |

|                                                                                              |                                    |       |                                                         |                                                                             |
| 18 juni Taça Independência Groep B (eerste ronde) № 138 «onderlinge duels» 17:15 uur (UTC−3) | Ecuador                            | 2 – 3 | Ierland                                                 | Machadão, Natal Toeschouwers: 5.000 Scheidsrechter: Michel Kitabdjian (FRA) |
| 18 juni Taça Independência Groep B (eerste ronde) № 138 «onderlinge duels» 17:15 uur (UTC−3) | Miguel Coronel 36' Felix Lasso 78' |       | 12' Eamonn Rogers 61' Mick Martin 86' Turlough O'Connor | Machadão, Natal Toeschouwers: 5.000 Scheidsrechter: Michel Kitabdjian (FRA) |

|                                                                                              |                                          |       |                   |                                                                                    |
| 21 juni Taça Independência Groep B (eerste ronde) № 139 «onderlinge duels» 21:15 uur (UTC−3) | Chili                                    | 2 – 1 | Ierland           | Estádio do Arruda, Recife Toeschouwers: 7.304 Scheidsrechter: Romualdo Filho (BRA) |
| 21 juni Taça Independência Groep B (eerste ronde) № 139 «onderlinge duels» 21:15 uur (UTC−3) | Carlos Caszely 60' Alberto Fouilloux 68' |       | 79' Eamonn Rogers | Estádio do Arruda, Recife Toeschouwers: 7.304 Scheidsrechter: Romualdo Filho (BRA) |

|                                                                                              |                             |       |                |                                                                                     |
| 25 juni Taça Independência Groep B (eerste ronde) № 173 «onderlinge duels» 17:00 uur (UTC−3) | Portugal                    | 2 – 1 | Ierland        | Estádio do Arruda, Recife Toeschouwers: 12.665 Scheidsrechter: Ángel Coerezza (ARG) |
| 25 juni Taça Independência Groep B (eerste ronde) № 173 «onderlinge duels» 17:00 uur (UTC−3) | Fernando Peres 35' Nené 37' |       | 38' Mick Leech | Estádio do Arruda, Recife Toeschouwers: 12.665 Scheidsrechter: Ángel Coerezza (ARG) |

|  |  |  |  |  |  |  |  |  |

|                                                                            |                  |       |                                         |                                                                               |
| 18 oktober WK 1974 kwalificatie № 141 «onderlinge duels» 16:30 uur (UTC+1) | Ierland          | 1 – 2 | Sovjet-Unie                             | Lansdowne Road, Dublin Toeschouwers: 27.656 Scheidsrechter: Henry Øberg (NOR) |
| 18 oktober WK 1974 kwalificatie № 141 «onderlinge duels» 16:30 uur (UTC+1) | Terry Conroy 83' |       | 55' Vladimir Fedotov 65' Viktor Kolotov | Lansdowne Road, Dublin Toeschouwers: 27.656 Scheidsrechter: Henry Øberg (NOR) |

|                                                                           |                                 |       |                        |                                                                                 |
| 15 november WK 1974 kwalificatie № 142 «onderlinge duels» 19:45 uur (UTC) | Ierland                         | 2 – 1 | Frankrijk              | Dalymount Park, Dublin Toeschouwers: 26.511 Scheidsrechter: Kaj Rasmussen (DEN) |
| 15 november WK 1974 kwalificatie № 142 «onderlinge duels» 19:45 uur (UTC) | Terry Conroy 27' Ray Treacy 77' |       | 66' Jean-Michel Larqué | Dalymount Park, Dublin Toeschouwers: 26.511 Scheidsrechter: Kaj Rasmussen (DEN) |

### 1973
|                                                                        |                            |       |         |                                                                                       |
| 13 mei WK 1974 kwalificatie № 143 «onderlinge duels» 18:00 uur (UTC+3) | Sovjet-Unie                | 1 – 0 | Ierland | Centraal Leninstadion, Moskou Toeschouwers: 65.527 Scheidsrechter: Ove Dahlberg (SWE) |
| 13 mei WK 1974 kwalificatie № 143 «onderlinge duels» 18:00 uur (UTC+3) | Volodymyr Onysjtsjenko 58' |       |         | Centraal Leninstadion, Moskou Toeschouwers: 65.527 Scheidsrechter: Ove Dahlberg (SWE) |

|                                                                     |                                                   |       |         |                                                                                  |
| 16 mei Vriendschappelijk № 144 «onderlinge duels» 17:30 uur (UTC+1) | Polen                                             | 2 – 0 | Ierland | Olympiastadion, Wrocław Toeschouwers: 35.000 Scheidsrechter: Gerhard Kunze (DDR) |
| 16 mei Vriendschappelijk № 144 «onderlinge duels» 17:30 uur (UTC+1) | Włodzimierz Lubański 14' Włodzimierz Lubański 83' |       |         | Olympiastadion, Wrocław Toeschouwers: 35.000 Scheidsrechter: Gerhard Kunze (DDR) |

|                                                                        |                  |       |                 |                                                                                    |
| 19 mei WK 1974 kwalificatie № 145 «onderlinge duels» 20:30 uur (UTC+1) | Frankrijk        | 1 – 1 | Ierland         | Parc des Princes, Parijs Toeschouwers: 28.405 Scheidsrechter: Nicolae Rainea (ROU) |
| 19 mei WK 1974 kwalificatie № 145 «onderlinge duels» 20:30 uur (UTC+1) | Serge Chiesa 79' |       | 83' Mick Martin | Parc des Princes, Parijs Toeschouwers: 28.405 Scheidsrechter: Nicolae Rainea (ROU) |

|                                                                     |                        |       |                  |                                                                                    |
| 6 juni Vriendschappelijk № 146 «onderlinge duels» 19:00 uur (UTC+1) | Noorwegen              | 1 – 1 | Ierland          | Ullevaalstadion, Oslo Toeschouwers: 11.804 Scheidsrechter: Martti Hirviniemi (FIN) |
| 6 juni Vriendschappelijk № 146 «onderlinge duels» 19:00 uur (UTC+1) | Hans Edgar Paulsen 69' |       | 17' Miah Dennehy | Ullevaalstadion, Oslo Toeschouwers: 11.804 Scheidsrechter: Martti Hirviniemi (FIN) |

|                                                                         |                  |       |       |                                                                                  |
| 21 oktober Vriendschappelijk № 147 «onderlinge duels» 15:30 uur (UTC+1) | Ierland          | 1 – 0 | Polen | Dalymount Park, Dublin Toeschouwers: 25.000 Scheidsrechter: Bob Matthewson (ENG) |
| 21 oktober Vriendschappelijk № 147 «onderlinge duels» 15:30 uur (UTC+1) | Miah Dennehy 32' |       |       | Dalymount Park, Dublin Toeschouwers: 25.000 Scheidsrechter: Bob Matthewson (ENG) |

### 1974
|                                                                    |                                    |       |                   |                                                                                         |
| 5 mei Vriendschappelijk № 148 «onderlinge duels» 16:30 uur (UTC−3) | Brazilië                           | 2 – 1 | Ierland           | Maracanã, Rio de Janeiro Toeschouwers: 74.696 Scheidsrechter: Guillermo Velásquez (COL) |
| 5 mei Vriendschappelijk № 148 «onderlinge duels» 16:30 uur (UTC−3) | Leivinha 50' Roberto Rivellino 56' |       | 70' Terry Mancini | Maracanã, Rio de Janeiro Toeschouwers: 74.696 Scheidsrechter: Guillermo Velásquez (COL) |

|                                                  |                                         |       |         |                                                                                         |
| 8 mei Vriendschappelijk № 149 «onderlinge duels» | Uruguay                                 | 2 – 0 | Ierland | Estadio Centenario, Montevideo Toeschouwers: 40.000 Scheidsrechter: Ramón Barreto (URU) |
| 8 mei Vriendschappelijk № 149 «onderlinge duels» | Fernando Morena 16' Fernando Morena 26' |       |         | Estadio Centenario, Montevideo Toeschouwers: 40.000 Scheidsrechter: Ramón Barreto (URU) |

|                                                   |                  |       |                                |                                                                                  |
| 12 mei Vriendschappelijk № 150 «onderlinge duels» | Chili            | 1 – 2 | Ierland                        | Estadio Nacional, Santiago Toeschouwers: 44.772 Scheidsrechter: Mario Lira (CHI) |
| 12 mei Vriendschappelijk № 150 «onderlinge duels» | Francisco Valdes |       | 43' Eoin Hand 76' Jimmy Conway | Estadio Nacional, Santiago Toeschouwers: 44.772 Scheidsrechter: Mario Lira (CHI) |

|                                                                          |                                              |       |             |                                                                                |
| 30 oktober EK 1976 kwalificatie № 151 «onderlinge duels» 15:00 uur (UTC) | Ierland                                      | 3 – 0 | Sovjet-Unie | Dalymount Park, Dublin Toeschouwers: 31.750 Scheidsrechter: Erik Axelryd (SWE) |
| 30 oktober EK 1976 kwalificatie № 151 «onderlinge duels» 15:00 uur (UTC) | Don Givens 22' Don Givens 30' Don Givens 70' |       |             | Dalymount Park, Dublin Toeschouwers: 31.750 Scheidsrechter: Erik Axelryd (SWE) |

|                                                                             |                        |       |                |                                                                                        |
| 20 november EK 1976 kwalificatie № 152 «onderlinge duels» 20:00 uur (UTC+2) | Turkije                | 1 – 1 | Ierland        | İzmir Atatürkstadion, İzmir Toeschouwers: 69.999 Scheidsrechter: Marian Środecki (POL) |
| 20 november EK 1976 kwalificatie № 152 «onderlinge duels» 20:00 uur (UTC+2) | Mick Martin 54' (e.d.) |       | 61' Don Givens | İzmir Atatürkstadion, İzmir Toeschouwers: 69.999 Scheidsrechter: Marian Środecki (POL) |

### 1975
|                                                                     |                  |       |                |                                                                                 |
| 11 maart Vriendschappelijk № 153 «onderlinge duels» 20:00 uur (UTC) | Ierland          | 1 – 0 | West-Duitsland | Dalymount Park, Dublin Toeschouwers: 18.000 Scheidsrechter: John Homewood (ENG) |
| 11 maart Vriendschappelijk № 153 «onderlinge duels» 20:00 uur (UTC) | Jimmy Conway 89' |       |                | Dalymount Park, Dublin Toeschouwers: 18.000 Scheidsrechter: John Homewood (ENG) |

|                                                                        |                               |       |                 |                                                                                 |
| 10 mei EK 1976 kwalificatie № 154 «onderlinge duels» 15:30 uur (UTC+1) | Ierland                       | 2 – 1 | Zwitserland     | Lansdowne Road, Dublin Toeschouwers: 48.074 Scheidsrechter: Paul Schiller (AUT) |
| 10 mei EK 1976 kwalificatie № 154 «onderlinge duels» 15:30 uur (UTC+1) | Mick Martin 2' Ray Treacy 29' |       | 73' Kudi Müller | Lansdowne Road, Dublin Toeschouwers: 48.074 Scheidsrechter: Paul Schiller (AUT) |

|                                                                        |                                     |       |               |                                                                                |
| 18 mei EK 1976 kwalificatie № 155 «onderlinge duels» 19:30 uur (UTC+3) | Sovjet-Unie                         | 2 – 1 | Ierland       | Centraalstadion, Kiev Toeschouwers: 84.480 Scheidsrechter: René Vigliani (FRA) |
| 18 mei EK 1976 kwalificatie № 155 «onderlinge duels» 19:30 uur (UTC+3) | Oleh Blochin 13' Viktor Kolotov 29' |       | 79' Eoin Hand | Centraalstadion, Kiev Toeschouwers: 84.480 Scheidsrechter: René Vigliani (FRA) |

|                                                                        |                    |       |         |                                                                         |
| 21 mei EK 1976 kwalificatie № 156 «onderlinge duels» 20:00 uur (UTC+1) | Zwitserland        | 1 – 0 | Ierland | Wankdorf, Bern Toeschouwers: 12.793 Scheidsrechter: César Correia (POR) |
| 21 mei EK 1976 kwalificatie № 156 «onderlinge duels» 20:00 uur (UTC+1) | Rudolf Elsener 76' |       |         | Wankdorf, Bern Toeschouwers: 12.793 Scheidsrechter: César Correia (POR) |

|                                                                          |                                                             |       |         |                                                                                         |
| 29 oktober EK 1976 kwalificatie № 157 «onderlinge duels» 15:30 uur (UTC) | Ierland                                                     | 4 – 0 | Turkije | Dalymount Park, Dublin Toeschouwers: 16.533 Scheidsrechter: Ángel Franco Martínez (ESP) |
| 29 oktober EK 1976 kwalificatie № 157 «onderlinge duels» 15:30 uur (UTC) | Don Givens 25' Don Givens 28' Don Givens 34' Don Givens 88' |       |         | Dalymount Park, Dublin Toeschouwers: 16.533 Scheidsrechter: Ángel Franco Martínez (ESP) |

### 1976
|                                                                       |                                                         |       |           |                                                                                 |
| 24 maart Vriendschappelijk № 158 «onderlinge duels» 20:00 uur (UTC+1) | Ierland                                                 | 3 – 0 | Noorwegen | Dalymount Park, Dublin Toeschouwers: 20.000 Scheidsrechter: Pat Partridge (ENG) |
| 24 maart Vriendschappelijk № 158 «onderlinge duels» 20:00 uur (UTC+1) | Liam Brady 25' Jimmy Holmes 36' (pen.) Mickey Walsh 61' |       |           | Dalymount Park, Dublin Toeschouwers: 20.000 Scheidsrechter: Pat Partridge (ENG) |

|                                                                     |       |                              |         |                                                                                      |
| 26 mei Vriendschappelijk № 159 «onderlinge duels» 17:00 uur (UTC+1) | Polen | 0 – 2                        | Ierland | Stadion im. 22 lipca, Poznań Toeschouwers: 15.000 Scheidsrechter: Josef Pouček (TCH) |
| 26 mei Vriendschappelijk № 159 «onderlinge duels» 17:00 uur (UTC+1) |       | 5' Don Givens 11' Don Givens |         | Stadion im. 22 lipca, Poznań Toeschouwers: 15.000 Scheidsrechter: Josef Pouček (TCH) |

|                                                                          |                    |       |                       |                                                                                   |
| 8 september Vriendschappelijk № 160 «onderlinge duels» 19:45 uur (UTC+1) | Engeland           | 1 – 1 | Ierland               | Wembley Stadium, Londen Toeschouwers: 51.000 Scheidsrechter: Hugh Alexander (SCO) |
| 8 september Vriendschappelijk № 160 «onderlinge duels» 19:45 uur (UTC+1) | Stuart Pearson 44' |       | 57' (pen.) Gerry Daly | Wembley Stadium, Londen Toeschouwers: 51.000 Scheidsrechter: Hugh Alexander (SCO) |

|                                                                         |                                                 |       |                                                  |                                                                                       |
| 13 oktober Vriendschappelijk № 161 «onderlinge duels» 16:00 uur (UTC+3) | Turkije                                         | 3 – 3 | Ierland                                          | Ankara 19 Mayısstadion, Ankara Toeschouwers: 28.000 Scheidsrechter: Miloš Čajić (YUG) |
| 13 oktober Vriendschappelijk № 161 «onderlinge duels» 16:00 uur (UTC+3) | Cemil Turan 51' Gerard Daly 14' Cemil Turan 70' |       | 3' Frank Stapleton 65' İsa Ertürk 80' Joe Waters | Ankara 19 Mayısstadion, Ankara Toeschouwers: 28.000 Scheidsrechter: Miloš Čajić (YUG) |

|                                                                             |                                           |       |         |                                                                                      |
| 17 november WK 1978 kwalificatie № 162 «onderlinge duels» 20:30 uur (UTC+1) | Frankrijk                                 | 2 – 0 | Ierland | Parc des Princes, Parijs Toeschouwers: 43.417 Scheidsrechter: Dušan Maksimović (YUG) |
| 17 november WK 1978 kwalificatie № 162 «onderlinge duels» 20:30 uur (UTC+1) | Michel Platini 47' Dominique Bathenay 88' |       |         | Parc des Princes, Parijs Toeschouwers: 43.417 Scheidsrechter: Dušan Maksimović (YUG) |

### 1977
|                                                                       |         |                             |        |                                                                                |
| 9 februari Vriendschappelijk № 163 «onderlinge duels» 15:00 uur (UTC) | Ierland | 0 – 1                       | Spanje | Lansdowne Road, Dublin Toeschouwers: 22.000 Scheidsrechter: John Hunting (ENG) |
| 9 februari Vriendschappelijk № 163 «onderlinge duels» 15:00 uur (UTC) |         | 10' Jesús María Satrústegui |        | Lansdowne Road, Dublin Toeschouwers: 22.000 Scheidsrechter: John Hunting (ENG) |

|                                                                          |                |       |           |                                                                                  |
| 30 maart WK 1978 kwalificatie № 164 «onderlinge duels» 16:45 uur (UTC+1) | Ierland        | 1 – 0 | Frankrijk | Lansdowne Road, Dublin Toeschouwers: 36.000 Scheidsrechter: Erich Linemayr (AUT) |
| 30 maart WK 1978 kwalificatie № 164 «onderlinge duels» 16:45 uur (UTC+1) | Liam Brady 11' |       |           | Lansdowne Road, Dublin Toeschouwers: 36.000 Scheidsrechter: Erich Linemayr (AUT) |

|                                                                       |         |       |       |                                                                                  |
| 24 april Vriendschappelijk № 165 «onderlinge duels» 15:30 uur (UTC+1) | Ierland | 0 – 0 | Polen | Dalymount Park, Dublin Toeschouwers: 13.500 Scheidsrechter: Bob Matthewson (ENG) |
| 24 april Vriendschappelijk № 165 «onderlinge duels» 15:30 uur (UTC+1) |         |       |       | Dalymount Park, Dublin Toeschouwers: 13.500 Scheidsrechter: Bob Matthewson (ENG) |

|                                                                        |                                       |       |                |                                                                                                 |
| 1 juni WK 1978 kwalificatie № 166 «onderlinge duels» 18:00 uur (UTC+2) | Bulgarije                             | 2 – 1 | Ierland        | Vasil Levski Nationaal Stadion, Sofia Toeschouwers: 35.124 Scheidsrechter: Nikos Zlatanos (GRE) |
| 1 juni WK 1978 kwalificatie № 166 «onderlinge duels» 18:00 uur (UTC+2) | Pavel Panov 14' Andrey Zhelyazkov 76' |       | 47' Don Givens | Vasil Levski Nationaal Stadion, Sofia Toeschouwers: 35.124 Scheidsrechter: Nikos Zlatanos (GRE) |

|                                                                            |         |       |           |                                                                                  |
| 12 oktober WK 1978 kwalificatie № 167 «onderlinge duels» 16:30 uur (UTC+1) | Ierland | 0 – 0 | Bulgarije | Lansdowne Road, Dublin Toeschouwers: 25.000 Scheidsrechter: Sergio Gonella (ITA) |
| 12 oktober WK 1978 kwalificatie № 167 «onderlinge duels» 16:30 uur (UTC+1) |         |       |           | Lansdowne Road, Dublin Toeschouwers: 25.000 Scheidsrechter: Sergio Gonella (ITA) |

### 1978
|                                                                      |                                                              |       |                                       |                                                                                  |
| 5 april Vriendschappelijk № 168 «onderlinge duels» 18:00 uur (UTC+1) | Ierland                                                      | 4 – 2 | Turkije                               | Lansdowne Road, Dublin Toeschouwers: 10.000 Scheidsrechter: Hugh Alexander (SCO) |
| 5 april Vriendschappelijk № 168 «onderlinge duels» 18:00 uur (UTC+1) | Johnny Giles 3' Paul McGee 12' Ray Treacy 18' Ray Treacy 23' |       | 55' Önder Mustafaoğlu 61' Cemil Turan | Lansdowne Road, Dublin Toeschouwers: 10.000 Scheidsrechter: Hugh Alexander (SCO) |

|                                                                       |                                                               |       |         |                                                                              |
| 12 april Vriendschappelijk № 169 «onderlinge duels» 17:00 uur (UTC+2) | Polen                                                         | 3 – 0 | Ierland | Stadion ŁKS, Łódź Toeschouwers: 30.000 Scheidsrechter: Klaus Scheurell (DDR) |
| 12 april Vriendschappelijk № 169 «onderlinge duels» 17:00 uur (UTC+2) | Zbigniew Boniek 52' Kazimierz Deyna 60' Włodzimierz Mazur 82' |       |         | Stadion ŁKS, Łódź Toeschouwers: 30.000 Scheidsrechter: Klaus Scheurell (DDR) |

|                                                                     |           |       |         |                                                                                   |
| 21 mei Vriendschappelijk № 170 «onderlinge duels» 18:30 uur (UTC+1) | Noorwegen | 0 – 0 | Ierland | Ullevaalstadion, Oslo Toeschouwers: 11.413 Scheidsrechter: Erik Fredriksson (SWE) |
| 21 mei Vriendschappelijk № 170 «onderlinge duels» 18:30 uur (UTC+1) |           |       |         | Ullevaalstadion, Oslo Toeschouwers: 11.413 Scheidsrechter: Erik Fredriksson (SWE) |

|                                                                        |                                                             |       |                                                       |                                                                                       |
| 24 mei EK 1980 kwalificatie № 171 «onderlinge duels» 19:00 uur (UTC+1) | Denemarken                                                  | 3 – 3 | Ierland                                               | Københavns Idrætspark, Kopenhagen Toeschouwers: 38.900 Scheidsrechter: Jan Beck (NED) |
| 24 mei EK 1980 kwalificatie № 171 «onderlinge duels» 19:00 uur (UTC+1) | Henning Jensen 33' Benny Nielsen 78' (pen.) Søren Lerby 79' |       | 11' Frank Stapleton 25' Tony Grealish 65' Gerard Daly | Københavns Idrætspark, Kopenhagen Toeschouwers: 38.900 Scheidsrechter: Jan Beck (NED) |

|                                                                              |         |       |               |                                                                                |
| 20 september EK 1980 kwalificatie № 172 «onderlinge duels» 15:00 uur (UTC+1) | Ierland | 0 – 0 | Noord-Ierland | Lansdowne Road, Dublin Toeschouwers: 37.681 Scheidsrechter: Francis Rion (BEL) |
| 20 september EK 1980 kwalificatie № 172 «onderlinge duels» 15:00 uur (UTC+1) |         |       |               | Lansdowne Road, Dublin Toeschouwers: 37.681 Scheidsrechter: Francis Rion (BEL) |

|                                                                            |                |       |                  |                                                                                  |
| 25 oktober EK 1980 kwalificatie № 173 «onderlinge duels» 15:00 uur (UTC+1) | Ierland        | 1 – 1 | Engeland         | Lansdowne Road, Dublin Toeschouwers: 48.613 Scheidsrechter: Heinz Aldinger (FRG) |
| 25 oktober EK 1980 kwalificatie № 173 «onderlinge duels» 15:00 uur (UTC+1) | Gerry Daly 27' |       | 8' Bob Latchford | Lansdowne Road, Dublin Toeschouwers: 48.613 Scheidsrechter: Heinz Aldinger (FRG) |

### 1979
|                                                                       |                                |       |            |                                                                                  |
| 2 mei EK 1980 kwalificatie № 174 «onderlinge duels» 19:00 uur (UTC+1) | Ierland                        | 2 – 0 | Denemarken | Lansdowne Road, Dublin Toeschouwers: 37.260 Scheidsrechter: Michel Vautrot (FRA) |
| 2 mei EK 1980 kwalificatie № 174 «onderlinge duels» 19:00 uur (UTC+1) | Gerard Daly 45' Don Givens 66' |       |            | Lansdowne Road, Dublin Toeschouwers: 37.260 Scheidsrechter: Michel Vautrot (FRA) |

|                                                                        |                      |       |         |                                                                                              |
| 19 mei EK 1980 kwalificatie № 175 «onderlinge duels» 18:00 uur (UTC+3) | Bulgarije            | 1 – 0 | Ierland | Vasil Levski Nationaal Stadion, Sofia Toeschouwers: 10.896 Scheidsrechter: Josef Bucek (AUT) |
| 19 mei EK 1980 kwalificatie № 175 «onderlinge duels» 18:00 uur (UTC+3) | Chavdar Tsvetkov 81' |       |         | Vasil Levski Nationaal Stadion, Sofia Toeschouwers: 10.896 Scheidsrechter: Josef Bucek (AUT) |

|                                                                     |                |       |                                                               |                                                                                   |
| 22 mei Vriendschappelijk № 176 «onderlinge duels» 19:30 uur (UTC+1) | Ierland        | 1 – 3 | West-Duitsland                                                | Lansdowne Road, Dublin Toeschouwers: 22.000 Scheidsrechter: George Courtney (ENG) |
| 22 mei Vriendschappelijk № 176 «onderlinge duels» 19:30 uur (UTC+1) | Gerry Ryan 26' |       | 28' Karl-Heinz Rummenigge 81' Walter Kelsch 90' Dieter Hoeneß | Lansdowne Road, Dublin Toeschouwers: 22.000 Scheidsrechter: George Courtney (ENG) |

|                                                                           |                               |       |                       |                                                                              |
| 11 september Vriendschappelijk № 177 «onderlinge duels» 19:30 uur (UTC+1) | Wales                         | 2 – 1 | Ierland               | Vetch Field, Swansea Toeschouwers: 6.825 Scheidsrechter: Brian Stevens (ENG) |
| 11 september Vriendschappelijk № 177 «onderlinge duels» 19:30 uur (UTC+1) | Ian Walsh 24' Alan Curtis 53' |       | 22' (e.d.) Joey Jones | Vetch Field, Swansea Toeschouwers: 6.825 Scheidsrechter: Brian Stevens (ENG) |

|                                                                           |                                                                     |       |                |                                                                                               |
| 26 september Vriendschappelijk № 178 «onderlinge duels» 19:30 uur (UTC+2) | Tsjecho-Slowakije                                                   | 4 – 1 | Ierland        | Stadion Evžena Rošického, Praag Toeschouwers: 10.000 Scheidsrechter: Anatoliy Milchenko (URS) |
| 26 september Vriendschappelijk № 178 «onderlinge duels» 19:30 uur (UTC+2) | Anton Ondruš 5' Zdeněk Nehoda 35' Karel Kroupa 72' Marián Masný 90' |       | 89' Paul McGee | Stadion Evžena Rošického, Praag Toeschouwers: 10.000 Scheidsrechter: Anatoliy Milchenko (URS) |

|                                                                            |                                                       |       |           |                                                                                 |
| 17 oktober EK 1980 kwalificatie № 179 «onderlinge duels» 15:00 uur (UTC+1) | Ierland                                               | 3 – 0 | Bulgarije | Lansdowne Road, Dublin Toeschouwers: 18.909 Scheidsrechter: Heinz Einbeck (DDR) |
| 17 oktober EK 1980 kwalificatie № 179 «onderlinge duels» 15:00 uur (UTC+1) | Mick Martin 39' Tony Grealish 46' Frank Stapleton 83' |       |           | Lansdowne Road, Dublin Toeschouwers: 18.909 Scheidsrechter: Heinz Einbeck (DDR) |

|                                                                       |                                                    |       |                                       |                                                                                  |
| 29 oktober Vriendschappelijk № 180 «onderlinge duels» 15:00 uur (UTC) | Ierland                                            | 3 – 2 | Verenigde Staten                      | Dalymount Park, Dublin Toeschouwers: 17.000 Scheidsrechter: Éamonn Farrell (IRL) |
| 29 oktober Vriendschappelijk № 180 «onderlinge duels» 15:00 uur (UTC) | Tony Grealish 64' Don Givens 66' John Anderson 68' |       | 11' Angelo Di Bernardo 63' Greg Villa | Dalymount Park, Dublin Toeschouwers: 17.000 Scheidsrechter: Éamonn Farrell (IRL) |

|                                                                             |                     |       |         |                                                                              |
| 21 november EK 1980 kwalificatie № 181 «onderlinge duels» 14:30 uur (UTC+1) | Noord-Ierland       | 1 – 0 | Ierland | Windsor Park, Belfast Toeschouwers: 13.215 Scheidsrechter: André Daina (SUI) |
| 21 november EK 1980 kwalificatie № 181 «onderlinge duels» 14:30 uur (UTC+1) | Gerry Armstrong 54' |       |         | Windsor Park, Belfast Toeschouwers: 13.215 Scheidsrechter: André Daina (SUI) |

CONMEBOL: Colombia · Ecuador

UEFA: Albanië · België · Bulgarije · Cyprus · Denemarken · West-Duitsland · Duitse Democratische Republiek · Engeland · Finland · Frankrijk · Griekenland · Hongarije · IJsland · Ierland · Italië · Joegoslavië · Luxemburg · Malta · Nederland · Noord-Ierland · Noorwegen · Oostenrijk · Polen · Portugal · Roemenië · Schotland ·  Sovjet-Unie ·  Spanje · Tsjecho-Slowakije · Turkije · Wales ·  Zweden · Zwitserland

CAF: Madagaskar AFC: Israël

FAI · A-internationals · Bondscoaches · Statistieken · Iers vrouwenelftal · Olympisch elftal · Ierland U21 · Ierland U20 · Ierland U19 · Ierland U18 · Ierland U17 · Ierland U16 · Vrouwen U17
1924 – 1929 ·
1930 – 1939 ·
1940 – 1949 ·
1950 – 1959 ·
1960 – 1969 ·
1970 – 1979 ·
1980 – 1989 ·
1990 – 1999 ·
2000 – 2009 ·
2010 – 2019 ·
2020 − 2029
EK 1988 · 
EK 2012 · 
EK 2016
WK 1990 · 
WK 1994 · 
WK 2002
1924 · 
1925 · 
1926 · 
1927 · 
1928 · 
1929 · 
1930 · 
1931 · 
1932 · 
1933 · 
1934 · 
1935 · 
1936 · 
1937 · 
1938 · 
1939 · 
1940 · 1941 · 1942 · 1943 · 1944 · 1945 · 
1946 · 
1947 · 
1948 · 
1949 · 
1950 · 
1951 · 
1952 · 
1953 · 
1954 · 
1955 · 
1956 · 
1957 · 
1958 · 
1959 · 
1960 · 
1961 · 
1962 · 
1963 · 
1964 · 
1965 · 
1966 · 
1967 · 
1968 · 
1969 · 
1970 · 
1971 · 
1972 · 
1973 · 
1974 · 
1975 · 
1976 · 
1977 · 
1978 · 
1979 · 
1980 · 
1981 · 
1982 · 
1983 · 
1984 · 
1985 · 
1986 · 
1987 · 
1988 · 
1989 · 
1990 · 
1991 · 
1992 · 
1993 · 
1994 · 
1995 · 
1996 · 
1997 · 
1998 · 
1999 · 
2000 · 
2001 · 
2002 · 
2003 · 
2004 · 
2005 · 
2006 · 
2007 · 
2008 · 
2009 · 
2010 · 
2011 · 
2012 · 
2013 · 
2014 · 
2015 ·
2016 ·
2017 ·
2018 ·
2019 ·
2020 ·
2021
Albanië ·
Algerije ·
Andorra ·
Argentinië ·
Armenië ·
Australië ·
Azerbeidzjan ·
België ·
Bolivia ·
Bosnië en Herzegovina ·
Brazilië ·
Bulgarije ·
Canada ·
Chili ·
China ·
Colombia ·
Costa Rica ·
Cyprus ·
Denemarken ·
Duitsland ·
Ecuador ·
Egypte ·
Engeland ·
Estland ·
Faeröer ·
Finland ·
Frankrijk ·
Georgië ·
Gibraltar ·
Griekenland ·
Hongarije ·
IJsland ·
Iran ·
Israël ·
Italië ·
Jamaica ·
Joegoslavië ·
Kameroen ·
Kazachstan ·
Kroatië ·
Letland ·
Liechtenstein ·
Litouwen ·
Luxemburg ·
Malta ·
Marokko ·
Mexico ·
Moldavië ·
Montenegro ·
Nederland ·
Nieuw-Zeeland ·
Nigeria ·
Noord-Ierland ·
Noord-Macedonië ·
Noorwegen ·
Oekraïne ·
Oman ·
Oostenrijk ·
Paraguay ·
Polen ·
Portugal ·
Qatar ·
Roemenië ·
Rusland ·
San Marino ·
Saoedi-Arabië ·
Schotland ·
Servië ·
Slowakije ·
Sovjet-Unie ·
Spanje ·
Trinidad en Tobago ·
Tsjechië ·
Tsjecho-Slowakije ·
Tunesië ·
Turkije ·
Uruguay ·
Verenigde Staten ·
Wales ·
Wit-Rusland ·
Zuid-Afrika ·
Zweden ·
Zwitserland
België (2016) · 
Italië (2012) · 
Kroatië (2012) · 
Spanje (2012) · 
Zweden (2016)